# Strick (Todtmoos)
 Strick ist ein Ortsteil von Todtmoos und liegt im südlichen Schwarzwald am Fuße des Hochkopfs mit 1263 Metern.

## Geografie
Auf der einen Seite ragt die Josefskapelle über den Ort, auf der anderen Seite liegt der Kirchberg, auf dem im Winter eine Skiliftanlage mit Flutlicht betrieben wird.

## Geschichte
Die Geschichte des Ortsteils reicht bis ins 17. Jahrhundert zurück. Anfangs prägten die Landwirtschaft und typische Schwarzwaldhäuser das Erscheinungsbild.

## Wirtschaft und Infrastruktur
Wie im gesamten Kurort Todtmoos hat man sich auch in Todtmoos Strick heute ganz dem Tourismus gewidmet.
Das Hotel Rößle der Familie Maier, das Chalet Hochkopf, welches nach dem gleichnamigen Hausberg benannt wurde oder das Gästehaus Klingele haben sich der typischen Schwarzwälder Gastlichkeit verschrieben.

## Persönlichkeiten
Zwei der bekanntesten „Köpfe“ waren und sind heute noch die Brüder Daniel & Theodor Schmidt. Der Fotograf Carl Seuffert porträtierte und vermarktete diese auf Postkarten, welche in den Vereinigten Staaten vertrieben wurden. Das Wohnhaus der beiden wird heute noch in alter Tradition gepflegt und ist eines der mit prägenden Gebäude des Ortsteils.